# Anatinae
 (octobre 2023).
Anatinés, Canards
Sous-famille
Tribus de rang inférieur
- Anatini - les canards de surfaces
- Aythyini - les canards plongeurs
- Cairinini - les canards arboricoles
- Callonettini - le Canard à collier noir
- Mergini - les canards marins
- Tadornini - les tadornes et apparentés

Les anatinés (Anatinae) sont une sous-famille d'oiseaux de la famille des anatidés. Cette sous-famille regroupe canards de surface, canards plongeurs, tadornes et ouettes (excluant donc les cygnes au sens large).
Depuis 2016, des études phylogénétiques intègrent aux anatinés la sous-famille des tadorninés qui prend le rang de tribu.
Dans d'anciennes classifications, certaines tribus d'anatinés étaient considérées comme des sous-familles d'anatidés, Anatinae correspondait alors à la tribu Anatini.

## Classification
La classification de la famille des anatidés a toujours été l'objet de débat. Depuis le début des années 2000, les analyses ADN apportent un angle de vue neuf. Certaines sous-familles ont été rétrogradées en 2016 au rang de tribu, notamment les tadorninés replacés au sein des anatinés. Certains genres d'anatidés se sont révélés, par leur génome, être plus proches des oies et sont aujourd'hui placés chez les ansérinés.
Liste des genres d'après Donne-Goussé et al. (2002) et Gonzales et al. (2009):
- Tribu Anatini - les canards de surface

- Genre Amazonetta - le Canard amazonette
- Genre Anas - canards et sarcelles (ce genre est paraphylétique)
- Genre Lophonetta - le Canard huppé
- Genre Speculanas - le Canard à lunettes
- Genre Tachyeres - les brassemers
- Tribu Aythyini - les canards plongeurs
- Genre Aythya - les fuligules
- Genre Netta - les nettes
- Genre Asarcornis - le Canard à ailes blanches
- Genre Marmaronetta - la Marmaronette marbrée
- Genre Cyanochen - l'Ouette à ailes bleues
- Genre Pteronetta - le Canard de Hartlaub
- Genre Sarkidiornis - le Canard à bosse
- Genre Chenonetta - le Canard à crinière
- Genre Hymenolaimus - l'Hyménolaime bleu
- Tribu Cairinini
- Genre Aix - les canards arboricoles
- Genre Cairina - le Canard musqué
- Tribu Callonettini:
- Genre Callonetta - le Canard à collier noir
- Tribu Mergini - les canards marins
- Genre Mergus - les harles
- Genre Lophodytes - la Harle couronné
- Genre Mergellus - la Harle piette
- Genre Bucephala - les garrots
- Genre Melanitta - les macreuses
- Genre Polysticta - l'Eider de Steller
- Genre Somateria - les autres eiders
- Genre Clangula - la Harelde kakawi
- Genre Histrionicus - l'Arlequin plongeur
- Tribu Tadornini - les tadornes et apparentés
- Incertae sedis
- Espèce Salvadorina waigiuensis - le Canard de Salvadori

## Sous articles sur ce taxon
- Canard de surface
- Canard plongeur